# Archanara rufescens
Archanara rufescens är en fjärilsart som beskrevs av Barend J. Lempke 1965. Archanara rufescens ingår i släktet Archanara och familjen nattflyn. Inga underarter finns listade i Catalogue of Life.